# Bryan Gil Salvatierra
Bryan Gil Salvatierra (L'Hospitalet de Llobregat, 11 de febrer de 2001) és un futbolista professional català que juga en la posició de migcampista al Girona FC.

## Carrera
Nascut circumstancialment a l'Hospitalet, la seva família és de Barbate, on va créixer. Es va formar en les categories inferiors on va arribar des de l'Escola de Futbol de Barbate, jugant durant la temporada 2017-18 dos partits de la Lliga Juvenil de la UEFA. La temporada següent va passar a formar part del Sevilla Atlètic, si bé es va convertir en un habitual en els entrenaments amb el primer equip i fins i tot va passar a formar part de les convocatòries en les últimes jornades d'aquesta temporada, en el qual va debutar en un partit de lliga contra l'Atlètic de Madrid.
Es va convertir en el primer jugador nascut al segle XXI a donar una assistència de gol en les cinc grans lligues europees, en el partit contra el Reial Valladolid CF. El seu primer gol amb el primer equip el va aconseguir contra el Rayo Vallecano per arrodonir un 5 a 0. Aquest gol el convertiria en el primer jugador nascut al segle xxi a marcar en primera divisió.
Al mercat d'hivern de la temporada 2019-20 va marxar cedit al CD Leganés.
El 5 d'octubre de 2020, amb La Lliga ja començada, va signar una cessió sense opció a compra a la SD Eibar de la Primera Divisió espanyola per una temporada. En el partit contra el Granada es va estrenar com a golejador, amb un doblet, amb el conjunt armer.
El 26 de juliol de 2021 va ser traspassat al Tottenham Hotspur FC per 25 milions d'euros més variables i el jugador Erik Lamela. Va debutar amb el club el 19 d'agost de 2021 com a titular al partit d'anada de la primera ronda de la Lliga Europa Conferència de la UEFA contra el F.C. Paços de Ferreira, que va acabar en derrota per 1-0.
En el mercat d'hivern d'aquella mateixa temporada, va ser cedit al València CF.

## Internacional
Ha estat internacional en les categories inferiors de la selecció espanyola sub-17, sub-18, sub-19 i sub-19.
En 2019 va guanyar amb la selecció sub-19 l'Eurocopa sub-19 celebrada a Armènia.
A l'octubre de 2020 va ser convocat per primera vegada amb la selecció sub-21 i va debutar en la victòria contra la selecció del Kazakhstan, partit en què va assistir per a la consecució del 3 a 0 definitiu.
Al març de 2021 va ser convocat per Luis Enrique per jugar tres partits amb la selecció absoluta, corresponents a la classificació per al Mundial de Catar de 2022, contra Grècia, Geòrgia i Kosovo. Va debutar en el primer d'aquests partits, contra el conjunt hel·lè, en substituir a Canales.
El 2021 també va ser seleccionat per la selecció olímpica fent el seu debut en un partit preparatori contra el Japó.

## Palmarès
Sevilla FC
- 2 Lliga Europa de la UEFA: 2019-20, 2022-23[25]

Selecció espanyola
- 1 Campionat d'Europa sub-19: 2019
- 1 Medalla d'argent als Jocs Olímpics: 2020